# Матильда де Шатильон
Матильда де Шатильон (Маго; 1293 — 3 октября 1358) — дочь Ги III де Шатильон-Сен-Поля и Марии Бретонской.

## Брак
В 1308 году Матильда вышла замуж за Карла Валуа (1270—1325), сына короля Франции Филиппа III и Изабеллы Арагонской. Карл уже был женат дважды, в 1308 году умерла его вторая жена Екатерина де Куртене. У Матильды и Карла был сын и три дочери. Одна из дочерей сделала их предками французских королей, а вторая стала королевой Германии.
- Луи (1309—1328), граф Шартрский и Алансонский.
- Мария (1311—1331), в 1324 году вышла за Карла Калабрийского (1298—1328), родила будущую королеву Джованну I Неаполитанскую
- Изабелла (1313—1383), в 1336 году вышла за Пьера I, герцога де Бурбона (1311—1356).
- Бланка (1317—1348), в 1329 году вышла за Карла IV (1316—1378), императора Священной Римской империи и короля Чехии.

В 1325 году Матильда овдовела. Она пережила супруга на 33 года и умерла в 1358 году в возрасте 65 лет. К тому времени лишь один её ребёнок оставался жив — дочь Изабелла.